# Dichromapteryx
Dichromapteryx is een geslacht van vlinders van de familie slakrupsvlinders (Limacodidae).

## Soorten
- D. didyma Dyar, 1912
- D. dimidiata Dyar, 1906
- D. obscura Dyar, 1906
- D. ultima Dyar, 1906